# Bodo (tibetsko-burmanski jezik)
Bodo jezik (ISO 639-3: brx; bara, bodi, boro, boroni, kachari, mech, meche, mechi, meci), jedan od devet bodo jezika, šira skupina bodo-garo, sinotibetska porodica, kojim govori oko 1 540 000 u Indiji (2007) i 3 300 u Nepalu (2001 popis) (narod Bodo).
U Indiji se govori u državama Assam, (uglavnom u distriktima Darrang, Nagaon i Kamrup, te u Goalpara, Sibsagar i Lakhimpur distriktima); Zapadni Bengal, (distrikti Darjeeling, Jalpaiguri, Cooch-Behar); Manipur, (distrikt Chandel ili Tengnoupal); Meghalaya, distrikt West Garo Hills, 7 sela u Tikrikilla blocku, East Khasi Hills distrikt. 
U Nepalu se govori u zoni Mechi, distrikt Jhapa.
Ima nekoliko dijalekata među kojima chote i mech. Jedan od 22 lokalno službenih jezika. Piše se devanagarijem i bengalskim pismom.

## Vanjske poveznice
- Ethnologue (14th)
- Ethnologue (15th)